# Arlövs BI
Arlövs Boll- & Idrottsförening är en idrottsförening baserad i Arlöv, Burlövs kommun. Föreningen bildades den 14 oktober 1909 som Bollklubben Svea, men bytte till det nuvarande namnet 1913.
Klubben ägnar sig idag endast åt fotboll, även om andra idrotter historiskt har funnits på programmet. Man har idag seniorlag på både herr- och damsidan, samt ett antal ungdomslag. Arlövs BI:s hemmaarena är Kronetorpsvallen i Arlöv.

## Kända spelare
Malmö FF:s första allsvenska tränare, tidigare utlandsproffset och landslagsmannen Carl Wijk, fick sin fostran som spelare i Arlövs BI under 1920-talets början. Även Pontus Jansson, också han utlandsproffs och landslagsman, tillika dubbel svensk mästare med Malmö FF, inledde sin karriär i klubben under tidigt 2000-tal.

## Nutida lag

### Herrar
Sedan 2001 har Arlövs BI:s herrlag spelat omväxlande i division 5 och 6, med undantag för säsongen 2007, då man gjorde en kort sejour i division 4 södra. 1992 gick herrlaget till kvartsfinal i Svenska cupen, där man åkte ur mot IFK Eskilstuna.

### Damer
Klubben beslutade 1980 att för första gången starta ett damlag i fotboll. Redan 1984 bröt sig damlaget ur klubben och bildade istället Arlövs FF, som dock lades ner några år senare. 2014 startades ett nytt damlag på seniornivå i Arlövs BI, för spel i division 4.